# 順南縣
顺南县（越南语：／）是越南宁顺省下辖的一个县。面积563.33平方千米，2017年总人口59644人。

## 地理
顺南县南接平顺省绥丰县；西接宁山县；北接宁福县；东临南海。

## 历史
2009年6月10日，宁福县以歌那社、福盐社、福宁社、福南社、福明社、福营社、二河社和福河社8社析置顺南县。

## 行政区划
顺南县下辖8社，县莅福南社。
- 歌那社（Xã Cà Ná）
- 二河社（Xã Nhị Hà）
- 福盐社（Xã Phước Diêm）
- 福营社（Xã Phước Dinh）
- 福河社（Xã Phước Hà）
- 福明社（Xã Phước Minh）
- 福南社（Xã Phước Nam）
- 福宁社（Xã Phước Ninh）